# Sixto de Bourbon-Parma
Sixto Fernando Maria Ignacio Alfredo Roberto (em italiano: Sixtus Ferdinand Maria Ignazio Alfred Robert di Borbone-Parma; Wartegg, 1 de agosto de 1886 – Paris, 14 de março de 1934) foi um Príncipe de Parma, oficial belga e escritor, a figura principal do caso diplomático Sixtus na Primeira Guerra Mundial no qual ele mediou sem sucesso entre a França e a Áustria-Hungria. Era o décimo quarto filho do deposto duque Roberto I de Parma e de sua segundo esposa, Maria Antônia de Bragança.

## Vida
O Príncipe Sisto era filho do último Duque de Parma, Roberto I (1848-1907) e de sua segunda esposa a Infanta Maria Antônia de Portugal (1862-1959), filha do Rei Miguel I de Portugal da Casa de Bragança e sua esposa Princesa Adelheid von Löwenstein-Wertheim-Rosenberg. Sua irmã era a Imperatriz Zita da Áustria.
Em 14 de março de 1919, o príncipe Sisto casou-se com a princesa Hedwig de la Rochefoucauld (1896–1986), filha do duque Armand von Doudeauville e sua esposa, a princesa Luiza Radziwill, em Paris. Uma filha emergiu do casamento:
- Isabella Marie Antoinette Louise Hedwig (1922-2015)

⚭ 1943–1966 conde Roger Alexander Lucien de la Rochefoucauld (1915–1970, assassinado), filho do conde Pierre Paul (1887–1970) e sua esposa, condessa Henriette Marguerite Marie de la Roche (1892–1980).
O sobrinho de Sisto, o príncipe Carlos Hugo de Bourbon-Parma (1930-2010), herdou as reivindicações ao trono dos contra-reis carlistas dos Bourbons espanhóis, mas renunciou ao restabelecimento efetivo da monarquia espanhola após 1975 em favor de o rei reinante Juan Carlos I da linhagem Bourbon da Rainha Isabel II.

## CasoSixtus
Em 1917, enquanto a guerra se arrastava para seu quarto ano, o cunhado de Sisto, o imperador Carlos I, secretamente entrou em negociações de paz com a França usando Sisto como intermediário. O imperador também contou com a ajuda de seu leal amigo de infância e ajudante de campo, o conde Tamás Erdődy. Carlos iniciou contato com Sisto através da Suíça neutra. A imperatriz Zita escreveu uma carta convidando seu irmão para ir a Viena. A mãe de Zita e Sixto, que morava na Suíça neutra, entregou a carta pessoalmente.
Sisto chegou com as condições acordadas pela França para negociações: a restauração da Alsácia-Lorena para a França, anexada pela Alemanha após a Guerra Franco-Prussiana em 1870; a restauração da independência da Bélgica; a independência da Sérvia e a entrega de Constantinopla à Rússia. Carlos concordou, em princípio, com os três primeiros pontos e escreveu uma carta datada de 24 de março de 1917 a Sisto transmitindo "a mensagem secreta e não oficial de que usarei todos os meios e toda minha influência pessoal" ao presidente francês.
Essa tentativa de diplomacia dinástica do século XX acabou falhando, principalmente por causa da exigência de a Itália ceder o Tirol. A Alemanha também se recusou a negociar sobre a Alsácia-Lorena e, vendo um colapso russo no horizonte, relutou em desistir da guerra. Quando a notícia da abertura vazou em abril de 1918, o cunhado de Sisto, Carlos I da Áustria, negou envolvimento até que o primeiro-ministro francês Georges Clemenceau publicou cartas assinadas por ele. A Áustria agora se tornava ainda mais dependente de seu aliado alemão, e houve uma forte repreensão a Carlos por parte de Guilherme II.
A tentativa fracassada de negociações de paz ficou conhecida como Caso Sixtus.

## Publicações
- Le traité d'Utrecht et les Lois fondamentales du royaume, O Tratado de Utrecht e as Leis Fundamentais do Reino, Paris, Édouard Champion, 1914.
- La Reine d'Etrurie, A Rainha da Etrúria, 1782-1824 ASIN B0018HO5AK
- La Syrie et la France, Síria e França, ASIN B0018HIJN4
- Chambord et la Maison de France, Chambord e a Casa da França, ASIN B0018HKK4A
- L'offre de paix séparée de l'Autriche, A oferta de paz separada da Áustria, 5 de dezembro de 1916-12 de outubro de 1917, ASIN B0000DVCFJ
- La dernière conquête du roi: Alger, A Última Conquista do Rei: Argel, 1830 (2 volumes) ASIN B0018HM2OG
- Au cœur du grand désert. Explorations sahariennes. Journal de la mission Alger-Tchad, No coração do grande deserto. explorações do Saara. Registro de Missão Argel-Chade, ASIN B0018HM2QE
- De Djibouti à Khartoum par Addis Abeba, le Beni Changoul et le Soudan, De Djibouti a Cartum via Adis Abeba, Beni Changoul e Sudão, ASIN B0018HQ0M6
- D'Alger au Tchad par le Hoggar et l'Aïr, De Argel ao Chade via Hoggar e Aïr, ASIN B0018HQ0NA
- Philippe Amiguet, La vie du prince Sixte de Bourbon, A Vida do Príncipe Sisto de Bourbon, 1934.
- Tamara Griesser-Pecar, Die Mission Sixtus, Amalthea Verlag, Viena, 1988 ISBN 3-85002-245-5 (em alemão)